# روابط جنسی در دوران پیری

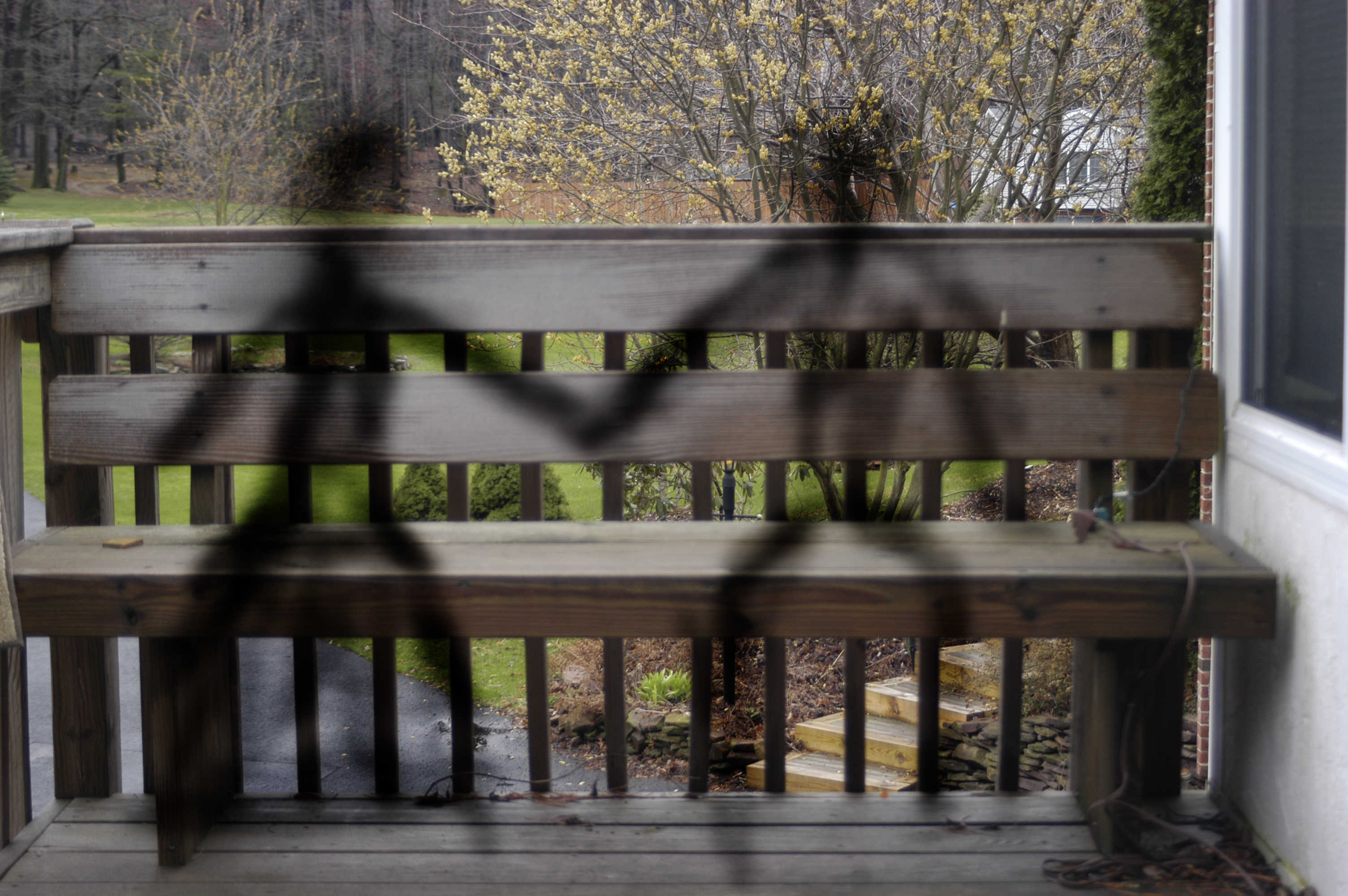
بازنمایی نمادین از پیری، صمیمیت و خاطره؛ دو پیکر شبح‌گونه که بر نیمکتی خالی نشسته‌اند، یادآور استمرار یا محوشدن تدریجی روابط عاطفی و جنسی در دوران سالمندی.

روابط جنسی در دوران پیری (انگلیسی: Sexuality in older age) به بررسی و تحلیل جنبه‌های مختلف فعالیت‌های جنسی در سنین بالا می‌پردازد. با افزایش امید به زندگی و بهبود کیفیت زندگی سالمندان، توجه به نیازهای جنسی این گروه سنی اهمیت فزاینده‌ای یافته است.

## تعریف و اهمیت از دیدگاه روان‌شناسی و جامعه‌شناسی
از منظر روان‌شناسی، روابط جنسی در دوران پیری نقش مهمی در حفظ سلامت روانی، افزایش رضایت از زندگی و تقویت ارتباطات عاطفی دارد. با وجود تغییرات فیزیولوژیکی مرتبط با سن، بسیاری از سالمندان همچنان تمایل به حفظ فعالیت‌های جنسی دارند و این فعالیت‌ها می‌توانند به بهبود کیفیت زندگی آن‌ها کمک کنند.
از دیدگاه جامعه‌شناسی، نگرش‌های اجتماعی نسبت به روابط جنسی سالمندان تحت تأثیر باورهای فرهنگی و مذهبی قرار دارد. در بسیاری از جوامع، تابوها و باورهای منفی نسبت به فعالیت‌های جنسی در سنین بالا وجود دارد که می‌تواند منجر به سرکوب نیازهای جنسی سالمندان و کاهش کیفیت زندگی آن‌ها شود.

## تغییرات جسمی در زنان و مردان
میل جنسی در زنان و مردان معمولاً با افزایش سن کاهش می‌یابد، و این کاهش در زنان معمولاً سریع‌تر از مردان رخ می‌دهد. با این حال، میل به فعالیت جنسی به‌طور کامل از بین نمی‌رود و در همهٔ افراد نیز کاهش نمی‌یابد. یائسگی که یک فرایند زیستی در زنان است، با کاهش علاقه به فعالیت جنسی و کاهش حساسیت ناحیهٔ تناسلی در ارتباط دانسته شده است.
در برخی موارد، دخول واژنی از جمله به دلیل انقباض غیرارادی واژن می‌تواند برای زنان سالمند دردناک باشد. یکی دیگر از نمونه‌های تغییرات بدنی در زنان، آتروفی واژن است که با نازک شدن دیواره‌های واژن مشخص می‌شود و می‌تواند دخول را دردناک سازد.
با این حال، با ظهور روش‌های درمانی، برای مثال درمان جایگزینی هورمون ()، اثرات یائسگی کاهش یافته است و زنان فرصت بیشتری برای ادامهٔ تجربهٔ زندگی جنسی فعال و لذت‌بخش دارند. به‌طور مشابه، درمان‌های مرتبط با اختلال نعوظ نیز می‌توانند امکان تجربهٔ دوبارهٔ فعالیت جنسی را برای مردان فراهم آورند.

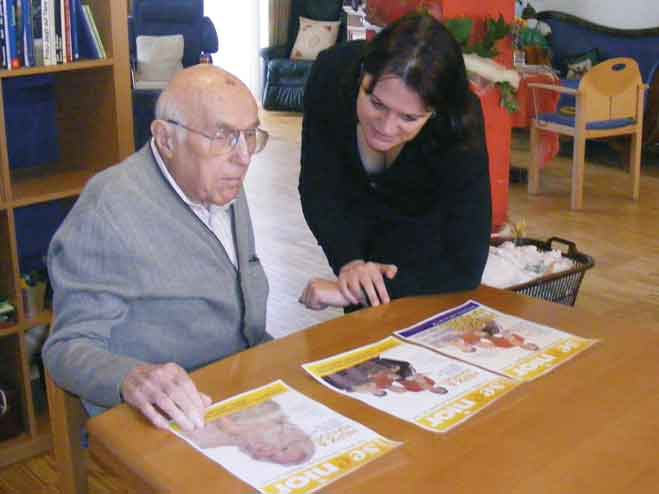
پژوهشگران تأکید دارند که سالمندان باید به‌طور فعال در مطالعات جمعیتی، کارآزمایی‌ها و پژوهش‌های کیفی منظور شوند.

### پژوهش
پیر شدن جمعیت تأثیر مستقیمی بر پژوهش‌های حوزه سلامت جنسی دارد. با این حال، افراد سالمند اغلب از مطالعات جمعیت‌محور در این زمینه کنار گذاشته می‌شوند. برای نمونه، یک بررسی‌ روی کارآزمایی‌های بالینی مرتبط با درمان بیماری‌های آمیزشی نشان داد که ۷۲٫۷٪ از این پژوهش‌ها افراد بالای ۵۰ سال را، و ۸۸٫۸٪ از آن‌ها افراد بالای ۶۵ سال را از مشارکت حذف کرده‌اند.
با هدف ارتقای خدمات سلامت جنسی و افزایش مشارکت گروه‌هایی که معمولاً نادیده گرفته می‌شوند، پژوهشگران تأکید دارند که سالمندان باید به‌طور فعال در مطالعات جمعیتی، کارآزمایی‌ها و پژوهش‌های کیفی منظور شوند.
یکی از نمونه‌های موفق، تیم پژوهشی «سلامت جنسی در سالمندان» در بریتانیاست که با استفاده از روش‌های مشارکتی و کارگاه‌های خلاقانه، دیدگاه سالمندان و افراد دارای ناتوانی را دربارهٔ بهبود خدمات بهداشتی گردآوری کرده است. این همکاری نشان داد که طراحی مشارکتی می‌تواند به توسعه خدماتی منجر شود که پاسخ‌گوی نیازهای واقعی سالمندان باشد.
برنامهٔ پژوهشی سلامت جنسی در سالمندان  از معدود پژوهش‌هایی است که به‌طور خاص بر نیازهای جنسی افراد بالای ۴۵ سال تمرکز دارد. هدف این برنامه، ارائه شواهد و  پیشنهادهایی برای بهبود خدمات سلامت جنسی در این گروه سنی بوده است.
برنامهٔ دیگری با عنوان سلامت جنسی بالای ۴۵ سال  نیز با هدف کاهش نابرابری‌ها، بهبود دسترسی به خدمات و کاهش انگ اجتماعی مرتبط با روابط جنسی در دوران میانسالی و سالمندی اجرا شده است.
در همین راستا، مطالعهٔ طولی سالمندی در انگلستان نیز بخشی دربارهٔ رفاه جنسی به‌عنوان بخشی از سالمندی سالم را دربرمی‌گیرد. نتایج این مطالعه نشان داد که وضعیت سلامت پایین‌تر با کاهش فعالیت جنسی همراه است و می‌تواند بر کیفیت زندگی و روند سالمندی تأثیر منفی داشته باشد.
این مطالعات از جمله اندک پژوهش‌هایی هستند که به‌طور ویژه به سلامت جنسی سالمندان پرداخته‌اند.

## نقش تفاوت‌های فرهنگی و مذهبی
تفاوت‌های فرهنگی و مذهبی نقش مهمی در شکل‌گیری نگرش‌ها و رفتارهای جنسی در دوران پیری دارند. در جوامعی با باورهای مذهبی قوی، ممکن است فعالیت‌های جنسی در سنین بالا به عنوان رفتاری نامناسب تلقی شود، در حالی که در جوامع سکولارتر، نگرش‌های بازتری نسبت به این موضوع وجود دارد.
در ایران، باورهای فرهنگی و مذهبی می‌توانند منجر به ایجاد تابوهایی در مورد روابط جنسی سالمندان شوند. این تابوها ممکن است باعث شود سالمندان از بیان نیازهای جنسی خود خودداری کنند و در نتیجه، مشکلات روانی و جسمی بیشتری را تجربه کنند.

## بازتاب در ادبیات و تاریخ
در ادبیات کلاسیک، نمونه‌هایی از روابط جنسی در دوران پیری وجود دارد. به عنوان مثال، در داستان همسر باث (انگلیسی) از مجموعه حکایت‌های کنتربری اثر جفری چاوسر، شخصیت اصلی زنی است که در سنین بالا دربارهٔ تجربیات جنسی و ازدواج‌های متعدد خود صحبت می‌کند. این داستان نشان‌دهنده نگرش‌های متفاوت نسبت به روابط جنسی در دوران پیری در قرون وسطی است.
در ادبیات معاصر نیز، مجموعه داستان‌های کوتاه سکس قدیمی ترسناک اثر آرلین هیمن به بررسی زندگی جنسی زنان سالمند می‌پردازد و تابوهای فرهنگی مرتبط با این موضوع را به چالش می‌کشد.

## وضعیت در ایران
در جدول زیر، برخی از آمارهای مرتبط با روابط جنسی در دوران پیری در ایران ارائه شده است:
| شاخص                                         | مقدار          |
| -------------------------------------------- | -------------- |
| میانگین سن یائسگی در زنان ایرانی             | ۴۹ تا ۵۰ سال   |
| شیوع اختلالات عملکرد جنسی در زنان            | ۳۰ تا ۴۵ درصد  |
| درصد سالمندانی که رابطه جنسی را گناه می‌دانند | ۲۵ درصد        |
| درصد سالمندانی که فعالیت جنسی مناسبی ندارند  | بیش از ۵۰ درصد |

در ایران، مطالعات نشان می‌دهد که میانگین سن یائسگی در زنان ایرانی حدود ۴۹ تا ۵۰ سالگی است، که کمی پایین‌تر از میانگین جهانی است. همچنین، شیوع اختلالات عملکرد جنسی در بین زنان ایرانی بین ۳۰ تا ۴۵ درصد گزارش شده است. عوامل مؤثر در این اختلالات شامل استرس بالا، نبود آموزش‌های لازم جنسی و تابوهای فرهنگی می‌باشد.